# USATF Golden Games 2022
Die USATF Golden Games 2022 waren eine Leichtathletik-Veranstaltung die am 16. April 2022 im Hilmer Lodge Stadium in Walnut im US-Bundesstaat Kalifornien stattfand. Sie war Teil der World Athletics Continental Tour zählte zu den Gold-Meetings, der höchsten Kategorie dieser Leichtathletik-Serie.

## Resultate

### Männer

#### 100 m
| Platz | Athlet          | Land | Zeit (s) |
| ----- | --------------- | ---- | -------- |
| 1     | Micah Williams  | USA  | 09,83    |
| 2     | Brandon Carnes  | USA  | 09,93    |
| 3     | Mouhamadou Fall | FRA  | 10,07    |
| 4     | Emmanuel Matadi | LBR  | 10,07    |
| 5     | Kyree King      | USA  | 10,10    |
| 6     | Ilias Garcia    | USA  | 10,11    |
| 7     | Aaron Brown     | CAN  | 10,14    |
| 8     | Raymond Ekevwo  | NGR  | 10,15    |
|       | Mike Rodgers    | USA  | 10,19    |

Wind: +2,5 m/s

#### 200 m
| Platz | Athlet              | Land | Zeit (s) |
| ----- | ------------------- | ---- | -------- |
| 1     | Fred Kerley         | USA  | 19,80 WL |
| 2     | Michael Norman      | USA  | 19,83    |
| 3     | Rai Benjamin        | USA  | 20,01    |
| 4     | Jerome Blake        | CAN  | 20,04 PB |
| 5     | Marqueze Washington | USA  | 20,59    |
| 6     | Michael Ohioze      | GBR  | 20,91 SB |
| 7     | Jaron Flournoy      | USA  | 21,21    |

Wind: +1,6 m/s

#### 400 m
| Platz | Athlet              | Land | Zeit (s) |
| ----- | ------------------- | ---- | -------- |
| 1     | Michael Cherry      | USA  | 44,28 WL |
| 2     | Alison dos Santos   | BRA  | 44,54 PB |
| 3     | Bryce Deadmon       | USA  | 45,13    |
| 4     | Kenneth Bednarek    | USA  | 45,37    |
| 5     | Alex Haydock-Wilson | GBR  | 45,70 SB |
| 6     | Lidio Féliz         | DOM  | 45,82    |
| 7     | Edrick Floréal      | CAN  | 45,96 PB |
| 8     | Wil London          | USA  | 46,63    |

#### 800 m
| Platz | Athlet              | Land | Zeit (min) |
| ----- | ------------------- | ---- | ---------- |
| 1     | Bryce Hoppel        | USA  | 1:47,27    |
| 2     | Ryan Sánchez        | PUR  | 1:47,58    |
| 3     | Erik Sowinski       | USA  | 1:48,29    |
| 4     | Jonathan Jones      | BAR  | 1:48,91    |
| 5     | Jesús Tonatiú López | MEX  | 1:49,25    |
| 6     | Brad Mathas         | NZL  | 1:49,57    |
| 7     | Samuel Voelz        | USA  | 1:49,69    |
| 8     | Josh Hoey           | USA  | 1:50,05    |
| 9     | Kyle Langford       | GBR  | 1:51,90    |

#### 110 m Hürden
| Platz | Athlet           | Land | Zeit (s)  |
| ----- | ---------------- | ---- | --------- |
| 1     | Devon Allen      | USA  | 13,35     |
| 2     | Jamal Britt      | USA  | 13,44 SB  |
| 3     | Aaron Mallett    | USA  | 13,48     |
| 4     | Shane Brathwaite | BAR  | 13,49 SB  |
| 5     | Damion Thomas    | JAM  | 13,71 SB  |
| 6     | Daniel Roberts   | USA  | 13,73     |
| 7     | Ruebin Walters   | TTO  | 13,79 =SB |

Wind: −0,5 m/s

#### Stabhochsprung
| Platz         | Athlet           | Land | Höhe (m)   |
| ------------- | ---------------- | ---- | ---------- |
| 1             | Clayton Fritsch  | USA  | 5,80 WL PB |
| 2             | Jacob Wooten     | USA  | 5,80 =WL   |
| 3             | Cole Walsh       | USA  | 5,70       |
| 4             | Zach McWhorter   | USA  | 5,70 =PB   |
| 5             | Matt Ludwig      | USA  | 5,60 SB    |
| 6             | Austin Miller    | USA  | 5,60 SB    |
| 7             | Tray Oates       | USA  | 5,50       |
| 7             | Hussain al-Hizam | KSA  | 5,50       |
| 9             | Nate Richartz    | USA  | 5,50       |
| 9             | Simen Guttormsen | NOR  | 5,50       |
|               | Carson Waters    | USA  | NMH        |
| Andrew Irwin  | USA              | NMH  |            |
| Charlie Myers | GBR              | NMH  |            |

#### Weitsprung
| Platz | Athlet               | Land | Weite (m) |
| ----- | -------------------- | ---- | --------- |
| 1     | Laquan Nairn         | BAH  | 8,22 PB   |
| 2     | Will Williams        | USA  | 8,18 w    |
| 3     | Carter Shell         | USA  | 7,91 w    |
| 4     | Dhanushka Sandaruwan | LKA  | 7,90 SB   |
| 5     | Tristan James        | DMA  | 7,84 w    |
| 6     | Leo Neugebauer       | GER  | 7,61 w    |
| 7     | John Baker           | USA  | 7,60      |
| 8     | Stacy Brown          | USA  | 7,57 w    |
|       | Ryan Brown           | JAM  | NM        |

#### Kugelstoßen
| Platz | Athlet                | Land | Weite (m) |
| ----- | --------------------- | ---- | --------- |
| 1     | Darrell Hill          | USA  | 21,68 SB  |
| 2     | Josh Awotunde         | USA  | 21,63     |
| 3     | Adrian Piperi         | USA  | 21,52     |
| 4     | Payton Otterdahl      | USA  | 21,14     |
| 5     | Nick Ponzio           | ITA  | 21,04     |
| 6     | Chukwuebuka Enekwechi | NGR  | 20,79     |
| 7     | Marcus Thomsen        | NOR  | 20,26     |
| 8     | Eldred Henry          | IVB  | 18,88     |
| 9     | Dotun Ogundeji        | NGR  | 18,22     |

#### Diskuswurf
| Platz | Athlet                | Land | Weite (m) |
| ----- | --------------------- | ---- | --------- |
| 1     | Daniel Ståhl          | SWE  | 67,65     |
| 2     | Mykolas Alekna        | LTU  | 66,61     |
| 3     | Sam Mattis            | USA  | 63,71     |
| 4     | Nicholas Percy        | GBR  | 63,47     |
| 5     | Simon Pettersson      | SWE  | 62,36     |
| 6     | Turner Washington     | USA  | 62,33     |
| 7     | Josh Syrotchen        | USA  | 61,91     |
| 8     | Sven Martin Skagestad | NOR  | 61,69     |
| 9     | Kord Ferguson         | USA  | 58,99     |
| 10    | Brian Williams        | USA  | 58,20     |
| 11    | Legend Boyesen        | USA  | 58,00     |
| 12    | Marcus Gustaveson     | USA  | 51,83     |

#### Hammerwurf
| Platz | Athlet              | Land | Weite (m) |
| ----- | ------------------- | ---- | --------- |
| 1     | Rudy Winkler        | USA  | 79,11     |
| 2     | Ragnar Carlsson     | SWE  | 76,18 SB  |
| 3     | Diego del Real      | MEX  | 75,78 SB  |
| 4     | Alex Young          | USA  | 75,52 SB  |
| 5     | Humberto Mansilla   | CHI  | 75,44     |
| 6     | Gabriel Kehr        | CHI  | 75,23     |
| 7     | Denzel Comenentia   | NED  | 74,83 SB  |
| 8     | Sean Donnelly       | USA  | 73,79     |
| 9     | Brock Eager         | USA  | 71,70     |
| 10    | Justin Stafford     | USA  | 70,31     |
| 11    | Erich Sullins       | USA  | 70,23 SB  |
| 12    | José Manuel Padilla | MEX  | 68,18     |
|       | Daniel Haugh        | USA  | NM        |

### Frauen

#### 100 m
| Platz                 | Athlet            | Land | Zeit (s) |
| --------------------- | ----------------- | ---- | -------- |
| 1                     | Twanisha Terry    | USA  | 10,77    |
| 2                     | Aleia Hobbs       | USA  | 10,80    |
| 3                     | Gabrielle Thomas  | USA  | 10,86    |
| 4                     | Teahna Daniels    | USA  | 10,91    |
| 5                     | Briana Williams   | JAM  | 10,97    |
| 6                     | Tamara Clark      | USA  | 10,98    |
| 7                     | Javianne Oliver   | USA  | 11,00    |
|                       | Michelle-Lee Ahye | TTO  | DNF      |
| Elaine Thompson-Herah | JAM               | DNS  |          |

Wind: +3,3 m/s

#### 200 m
| Platz | Athlet             | Land | Zeit (s) |
| ----- | ------------------ | ---- | -------- |
| 1     | Gabrielle Thomas   | USA  | 22,02 WL |
| 2     | Brittany Brown     | USA  | 22,29    |
| 3     | Jenna Prandini     | USA  | 22,59    |
| 4     | Marie-Josée Ta Lou | CIV  | 22,64    |
| 5     | Tamara Clark       | USA  | 22,66    |
| 6     | Tynia Gaither      | BAH  | 22,72    |
| 7     | Jessica Beard      | USA  | 23,23 SB |
| 8     | Natashia Jackson   | USA  | 23,85 SB |

Wind: +1,9 m/s

#### 400 m
| Platz | Athlet               | Land | Zeit (s) |
| ----- | -------------------- | ---- | -------- |
| 1     | Jaide Stepter Baynes | USA  | 51,43 SB |
| 2     | Shamier Little       | USA  | 51,65    |
| 3     | Nicole Yeargin       | GBR  | 51,81    |
| 4     | Brittany Aveni       | USA  | 52,20    |
| 5     | Dalilah Muhammad     | USA  | 52,60    |
| 6     | Kyra Jefferson       | USA  | 52,81 SB |
| 7     | Kaylin Whitney       | USA  | 53,11    |

#### 800 m
| Platz | Athlet                        | Land | Zeit (min) |
| ----- | ----------------------------- | ---- | ---------- |
| 1     | Raevyn Rogers                 | USA  | 1:58,77    |
| 2     | Lindsey Butterworth           | CAN  | 2:00,40    |
| 3     | Sinclaire Johnson             | USA  | 2:01,95    |
| 4     | Samantha Watson               | USA  | 2:02,47 SB |
| 5     | Mariela Luisa Real            | MEX  | 2:02,47 SB |
| 6     | Brenna Detra                  | USA  | 2:03,21 PB |
| 7     | Skylyn Webb                   | USA  | 2:03,36 SB |
|       | Kendra Chambers (Pacemakerin) | USA  | DNF        |

#### 100 m Hürden
| Platz | Athlet            | Land | Zeit (s) |
| ----- | ----------------- | ---- | -------- |
| 1     | Tonea Marshall    | USA  | 12,46 WL |
| 2     | Kendra Harrison   | USA  | 12,56    |
| 3     | Tia Jones         | USA  | 12,59 PB |
| 4     | Tobi Amusan       | NGR  | 12,61    |
| 5     | Cindy Sember      | GBR  | 12,63    |
| 6     | Christina Clemons | USA  | 12,68 SB |
| 7     | Kristi Castlin    | USA  | 12,77    |
| 8     | Chanel Brissett   | USA  | 12,79 SB |
| 9     | Anna Cockrell     | USA  | 12,92    |

Wind: +0,8 m/s

#### Hochsprung
| Platz | Athletin            | Land | Höhe (m) |
| ----- | ------------------- | ---- | -------- |
| 1     | Vashti Cunningham   | USA  | 1,96 =WL |
| 2     | Rachel McCoy        | USA  | 1,85 SB  |
| 3     | Tyra Gittens        | TTO  | 1,80     |
| 4     | Sidney Sapp         | USA  | 1,80     |
| 5     | Kimberly Williamson | JAM  | 1,80     |
| 6     | Lucy Corbett        | USA  | 1,80     |

#### Stabhochsprung
| Platz | Athlet             | Land | Höhe (m) |
| ----- | ------------------ | ---- | -------- |
| 1     | Olivia Gruver      | USA  | 4,50     |
| 1     | Rachel Baxter      | USA  | 4,50 =PB |
| 3     | Bridget Williams   | USA  | 4,50     |
| 4     | Emily Grove        | USA  | 4,40     |
| 4     | Sophie Gutermuth   | USA  | 4,40     |
| 6     | Kristen Brown      | USA  | 4,40 SB  |
| 7     | Kortney Oates      | USA  | 4,40     |
| 8     | Katerina Stefanidi | GRC  | 4,40     |
|       | Julia Fixsen       | USA  | NH       |

#### Dreisprung
| Platz | Athlet                | Land | Weite (m) |
| ----- | --------------------- | ---- | --------- |
| 1     | Keturah Orji          | USA  | 14,53 w   |
| 2     | Ruth Usoro            | NGR  | 13,84     |
| 3     | Rūta Kate Lasmane     | LAT  | 13,80     |
| 4     | Ackelia Smith         | JAM  | 13,75     |
| 5     | Onaara Obamuwagun     | NGR  | 13,54 w   |
| 6     | Thelma Nohemí Fuentes | GUA  | 13,38 w   |
| 7     | Temitope Ojora        | GBR  | 13,08 w   |
| 8     | Darja Sopova          | LAT  | 12,98 SB  |
| 9     | Destiny Lawrence      | USA  | 12,61 w   |
| 10    | Kiana Davis           | USA  | 12,52 w   |
|       | Dominique Ruotolo     | USA  | NM        |

#### Kugelstoßen
| Platz | Athletin            | Land | Weite (m) |
| ----- | ------------------- | ---- | --------- |
| 1     | Danniel Thomas-Dodd | JAM  | 18,92     |
| 2     | Jessica Woodard     | USA  | 18,77 SB  |
| 3     | Jessica Ramsey      | USA  | 18,71     |
| 4     | Fanny Roos          | SWE  | 18,28     |
| 5     | Rachel Fatherly     | USA  | 17,99 SB  |
| 6     | Amelia Strickler    | GBR  | 17,92 SB  |
| 7     | Lloydricia Cameron  | JAM  | 17,46     |
| 8     | Portious Warren     | TTO  | 17,23     |
| 9     | Haley Teel          | USA  | 16,21     |

#### Diskuswurf
| Platz | Athletin            | Land | Weite (m) |
| ----- | ------------------- | ---- | --------- |
| 1     | Valarie Allman      | USA  | 69,46     |
| 2     | Jorinde van Klinken | NED  | 63,38 SB  |
| 3     | Laulauga Tausaga    | USA  | 61,62     |
| 4     | Jade Lally          | GBR  | 59,22     |
| 5     | Trinity Tutti       | CAN  | 57,90     |
| 6     | Kirsty Law          | GBR  | 56,81     |
| 7     | Rachel Dincoff      | USA  | 56,46     |
| 8     | Shadine Duquemin    | GBR  | 54,37     |
| 9     | Emma Ljungberg      | SWE  | 50,65     |

#### Hammerwurf
| Platz | Athletin              | Land | Weite (m) |
| ----- | --------------------- | ---- | --------- |
| 1     | Brooke Andersen       | USA  | 76,76     |
| 2     | Camryn Rogers         | CAN  | 75,73 =NR |
| 3     | Janee' Kassanavoid    | USA  | 73,76     |
| 4     | Autavia Fluker        | USA  | 69,66     |
| 5     | Janeah Stewart        | USA  | 69,55 SB  |
| 6     | Jessica Mayho         | GBR  | 66,73     |
| 7     | Gwen Berry            | USA  | 66,38     |
| 8     | Erin Reese            | USA  | 64,16     |
| 9     | Racheal Somoye        | GBR  | 62,71 SB  |
| 10    | Whitney Simmons-Grubb | USA  | 60,60     |
| 11    | Agnė Lukoševičiūtė    | LTU  | 58,96     |